# الحماداب

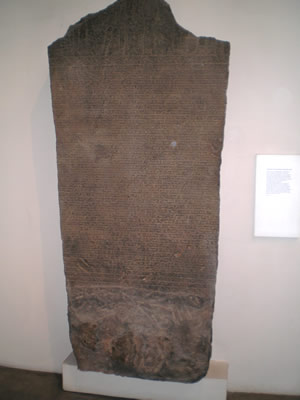
مسلة مروية عثر عليها في الحماداب.

الحمداب مدينة أثرية قديمة في السودان تتبع للملكة الكوشية فترة المرحلة الثالثة من حضارة مروي ، تقع على بعد 3 كيلو مترات (1.9 ميل) إلى الشمال من مروي وتتكون من تلّين يفصل بينهما النيل مساحة كل منهما 200 متر طولاً و 250 متر عرضاً (660 قدم طولاً و 820 متر عرضاً) ويرتفع أحدهما 500 متر والآخر 250 متر، وتحيط بالتلال منازل بنيت من الطوب الطيني.
ويبدوا أن المدينة هجرت في القرن الرابع الميلادي، وقد تم اقتباس هذا الاسم من قرية مجاورة في حين لا يزال الاسم الأصلي للمدينة مجهولاً إلى اليوم، وجرى استكشاف الموقع للمرة الأولى في العام 1914 م وتم اكتشاف معبد إلى الشمال الشرقي من الموقع عثر فيه علي أعمدة تخص الكنداكة أماني ريناس وإبنها الأمير اكينداد ، ويشتبه أن المعبد كان مكرساً لعبادة الإله آمون ولكن ذلك غير مؤكد، ويجري استكشاف الموقع منذ العام 2001 م.